# Caladenia australis
Caladenia australis är en orkidéart som beskrevs av Geoffrey William Carr. Caladenia australis ingår i släktet Caladenia och familjen orkidéer.
Artens utbredningsområde är Victoria. Inga underarter finns listade i Catalogue of Life.